# 何世祺
何世祺（？年—？年），字勉翼，福建福州府福清縣人，軍籍。

## 生平
嘉靖元年（1522年）壬午科福建鄉試舉人，嘉靖五年（1526年）丙戌科第三甲第四十六名進士。授浙江慈溪县知县，调任归安县、惠州府歸善縣知縣，改任台州府学教授。